# Ipomoea santacruzensis
Ipomoea santacruzensis är en vindeväxtart som beskrevs av O'donell. Ipomoea santacruzensis ingår i släktet praktvindor, och familjen vindeväxter. Inga underarter finns listade i Catalogue of Life.